# Humita (mineral)
La humita, a veces llamada umita, es un mineral de la clase de los nesosilicatos, y dentro de esta pertenece al llamado "grupo de la humita". Fue descubierta en 1813 cerca del monte Vesubio, en la Campania (Italia), siendo nombrada en honor de Abraham Hume, político inglés coleccionista de gemas y minerales.

## Características químicas

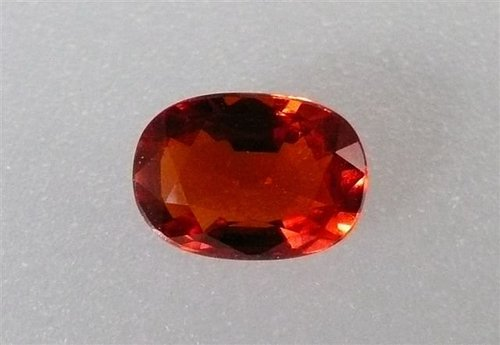
Gema de humita tallada.

Químicamente es un nesosilicato de magnesio con cationes fluoruro. Es tan frecuente la presencia de impurezas de hierro sustituyendo en la fórmula parcialmente al magnesio que para algunos autores lo consideran parte de su fórmula química; para la Asociación Mineralógica Internacional se considera válida la fórmula pura sin hierro.
El grupo de la humita al que pertenece son todos nesosilicatos con cationes de metal y aniones como el flúor o el grupo hidroxilo en su estructura cristalina.
Además de los elementos de su fórmula y de las mencionadas impurezas de hierro, suele llevar como impurezas: titanio, aluminio, manganeso y calcio.

## Tipos de humitas
- Jerrygibbsite: (Mn,Zn)9(SiO4)4(OH)2
- Chondrodite: (Mg,Fe)5(SiO4)2(F,OH,O)
- Clinohumite: (Mg,Fe)9(SiO4)4(F,OH)2
- Alleghanyite: Mn5(SiO4)2(OH)2

## Formación y yacimientos
Puede encontrarse en yacimientos de rocas ígneas, comúnmente intercalado con capas de clinohumita (Mg9(SiO4)4F2).
Típicamente suele encontrar en zonas de metamorfismo de contacto en rocas calizas y dolomías asociadas con rocas ígneas de tipo félsico, o bien, más raramente, en rocas plutónicas alcalinas, especialmente en aquellas zonas en las que el metasomatismo ha introducido elementos químicos como hierro, boro y flúor.
Suele encontrarse asociado a otros minerales como: grosularia, wollastonita, forsterita, monticellita, cuspidina, fluoborita, ludwigita, espinela, brucita, calcita, dolomita, serpentina, diópsido, corindón, flogopita o pirrotita.

## Usos
Tallada como gema es cotizada y usada en joyería.